# El detectiu Conan: La núvia de Halloween
El detectiu Conan: La núvia de Halloween (名探偵コナン ハロウィンの花嫁, Meitantei Konan: Halloween no hanayome) és una pel·lícula d'anime japonesa que es va estrenar el 15 d'abril del 2022. És el vint-i-cinquè film basat en la sèrie de manga Detectiu Conan de Gosho Aoyama. Es va estrenar doblat al català el 8 de juliol del 2022. L'1 de novembre de 2023 es va emetre per televisió al canal SX3 de TVC.
Com a introducció a l'argument del film, el 15 d'abril de 2022 també es va estrenar a la televisió japonesa Història d'amor a la comissaria, un film recopilatori d'episodis de la sèrie centrats en la relació entre els policies Miwako Sato i Wataru Takagi.

## Argument
Durant el casament fals dels inspectors de policia Miwako Sato i Wataru Takagi, un intrús assalta l'edifici i fereix en Takagi. Al mateix temps, s'escapa de la presó l'assassí que va col·locar la bomba que fa tres anys va matar l'agent de policia Jinpei Matsuda, de qui la Sato havia estat enamorada. En Rei Furuya, que va ser company d'en Matsuda a l'acadèmia de policia, surt a buscar el pres, però algú disfressat li posa un collar explosiu. En Conan entra en escena per investigar els fets de fa tres anys i intenta desactivar el collar.

## Doblatge
- Estudi de doblatge: Takemaker
- Director: Carles Nogueras
- Traductor: Marina Bornas
- Assessor lingüístic: Dolors Casals

| Conan Edogawa        | Minami Takayama    | Joël Mulachs            |
| Shinichi Kudo        | Kappei Yamaguchi   | Òscar Muñoz             |
| Ran Mouri            | Wakana Yamazaki    | Núria Trifol            |
| Kogoro Mouri         | Rikiya Koyama      | Mark Ullod              |
| Dr. Hiroshi Agasa    | Kenichi Ogata      | Toni Sevilla            |
| Genta Kojima         | Wataru Takagi      | Miquel Bonet            |
| Mitsuhiko Tsuburaya  | Ikue Ōtani         | Elisabet Bargalló       |
| Ayumi Yoshida        | Yukiko Iwai        | Berta Cortés            |
| Ai Haibara           | Megumi Hayashibara | Roser Aldabó            |
| Toru Amuro           | Toru Furuya        | Roger Pera              |
| Miwako Sato          | Atsuko Yuya        | Meritxell Sota          |
| Wataru Takagi        | Wataru Takagi      | Marc Gómez              |
| Juzo Megré           | Chafurin           | Ramon Canals            |
| Jinpei Matsuda       | Nobutoshi Canna    | Albert Trifol i Segarra |
| Wataru Date          | Hiroki Tochi       | Xavier Fernández        |
| Hiromitsu Morofushi  | Hikaru Midorikawa  | Marc Torrents           |
| Kenji Hagiwara       | Shinchirō Miki     | Jordi Nogueras          |
| Yuya Kazami          | Nobuo Tobita       | Sergi Zamora            |
| Kazunobu Chiba       | Isshin Chiba       | Aleix Estadella         |
| Ninzaburo Shiratori  | Kazuhiko Inoue     | Josep Maria Mas         |
| Yumi Miyamoto        | Yu Sugimoto        | Irene Miràs             |
| Naeko Miike          | Rie Tanaka         | Elisabet Bargalló       |
| Sonoko Suzuki        | Naoko Matsui       | Eva Lluch               |
| Yelenika Lavrentyeva | Mai Shiraishi      | Maixa                   |
| Tsutomu Muranaka     | Kenta Miyake       | Francesc Belda          |
| Christine Richard    | Yuriko Yamaguchi   | Carme Calvell           |
| Font: ElDoblatge.com |                    |                         |

## Recepció
La núvia de Halloween va recaptar 1.907 milions de iens (uns 13,2 milions d'euros) el cap de setmana de l'estrena i va ser la pel·lícula més vista al Japó les primeres quatre setmanes. Dos mesos després de l'estrena havia aconseguit 8.608 milions de iens i més de sis milions d'espectadors.
La versió en català, doblada o subtitulada, es va estrenar a 42 sales de Catalunya, Andorra, Mallorca i el País Valencià.
A Espanya, el primer cap de setmana de l'estrena va recaptar 26 mil euros i hi van anar 4 mil espectadors. I la segona setmana després de l'estrena, va recaptar 55 mil euros i 8.300 espectadors la van anar a veure, segons Alfa Pictures, la distribuïdora a Espanya.